# پولادلی، قبادلی
پولادلی (ترکی آذربایجانی: Poladlı) یک منطقهٔ مسکونی در جمهوری آرتساخ است که در استان کاشاتاق واقع شده‌است.